# 许天赠
许天赠（1532年—1586年），字德夫，號南台，直隶徽州府黟县人，明朝政治人物。

## 生平
嘉靖四十三年（1564年）甲子科应天乡试第五十九名举人，四十四年（1565年）中式乙丑科会试第一百四十名，三甲第八十六名进士。户部观政，本年六月出知浙江海寧縣，躬親履畝，丈田清稅。隆慶二年（1568年）六月擢南京戶部主事，四年三月升員外郎，七月升郎中。万历二年（1574年）二月任福建建寧府知府。五年（1577年）三月遷兩浙鹽運使，八年五月丁憂。十一年十月復除山東長蘆鹽運使，十二年七月轉山東布政使司參政。十四年五月卒。

## 著作
著有《北關考》《兩浙長蘆事宜》。

## 家族
曾祖许文熠，训导。祖父许渊，教谕。父许时，累封南京户部郎中。前母盧氏，贈宜人；母江氏，累封宜人。弟許天賜、許天賦，俱庠生；許天則。